# Wiesbaden Ost
Wiesbaden Ost – stacja kolejowa w Wiesbaden, w kraju związkowym Hesja, w Niemczech. Na stacji zatrzymują się pociągi S-Bahn Ren-Men.